# East End
East End  er Londons historiske østlige bydel, i dag et centralt område øst for City og Tower of London.

## Geografi
Betegnelsen East End blev taget i anvendelse i 1700-tallet, og dækkede alle de bebyggede områder umiddelbart nord og øst for City, blandt andre Stepney og Whitechapel. Ved slutningen af 1800-tallet svarede East End nogenlunde til Tower division under grevskabet Middlesex, som fra 1900 blev til kommunerne (metropolitan boroughs) Stepney, Bethnal Green, Poplar og Shoreditch i County of London. I dag udgør det samme område bydelen Tower Hamlets i Greater London. Den sydlige del af Hackney regnes normalt også med til East End. Traditionelt udgør floden Lea, som har givet navn til Luton og Leyton,  den østlige grænse mod det mere omfattende Øst-London.
En symbolsk grænse mellem City og East End markeres af vandposten ved Aldgate, hvor vandpostens ulvehoved angiveligt skal minde om den sidste ulv, der blev skudt i City. Vandposten omtaltes som en brønd ved bymuren i kong Johans dage. Efterhånden som City bredte sig, blev vandposten sandsynligvis flyttet til sin nuværende plads i 1876 og omgjort til drikkefontæne, da gaderne blev udvidet.

## Sociale forhold
I løbet af 1800-tallet blev den oprindelige befolkning af fattige med baggrund fra engelske landsbyer, stærkt opblandet med indvandrere, især jøder fra Østeuropa og irlændere. Jøderne var blevet udvist fra England i 1290, men fik adgang igen under Oliver Cromwell i 1656.  To begivenheder resulterede i massiv jødisk indvandring til East End: Attentatet i marts 1881 mod tsar Alexander 2. af Rusland resulterede i grusomme pogromer, så omkring 225.000 jødiske familier flygtede fra Rusland; og i 1886 blev igen mange jødiske familier rammet, da Bismarck udviste polske indvandrere fra Preussen. I 1882 boede der omkring 42.000 jøder i hele Storbritannien; i 1888 boede der næsten lige så mange i Whitechapel alene. "Folk her er hverken franske eller engelske, tyskere eller amerikanere, men jøder," skrev præsten Henry Walker, da han besøgte bydelen i 1896. "Londons jødiske katedral", dvs den store synagoge fra 1722, lå alligevel nærmest gemt væk i en sidegade i Aldgate. Synagogerne blev holdt åbne på søndage. Walker skrev, at trods alt var denne "snuskede koloni en fredelig og lovlydig befolkning...Drukkenskab er næsten ukendt, afholdsforeninger et ukendt begreb, for jøden er aldrig beruset. Pubberne er fyldt lørdag og søndag aften, men der er aldrig et jødisk ansigt at se. Vold mod kvinder forekommer så at sige ikke. Kvinder som lever et udsvævende liv, er lige så sjældne." 
I 1883 rapporterede lederen for skolestyret i London, at ud af 1.129 familier, som sendte børnene til tre skoler i East End, boede 871 på ét værelse. Som regel var der tale om fem personer på ét værelse; men der kunne være op til ni personer i det samme rum. Disse værelser havde kun plads til én seng, og da det eneste aftræde befandt sig i stueetagen, var det almindeligt at bruge natpotter, som sjældent blev tømt. Knuste vinduesruder var tættet til med laser og aviser. Tapetet hang ofte i remser ned fra væggen. I 1883 skrev pastor Andrew Mearns: "Et sted finder vi syv personer, som bor i et kælderkøkken, og et dødt lille barn i det samme værelse. Et andet sted bor en fattig enke, hendes tre børn og et spædbarn, der har været dødt i tretten dage. Hendes mand har for kort tid siden begået selvmord." 
I 1888 dræbte seriemorderen Jack the Ripper fem prostituerede i Whitechapel.
I 1902 kom den amerikanske forfatter og socialist Jack London til London for at studere forholdene i den engelske arbejderklasse. Han tog laset tøj på og tog ind på et logi i Whitechapel. I bogen The People of the Abyss (= Afgrundens folk) konkluderede han med, at de fattige levede under værre forhold i britiske storbyer end i amerikanske.